# Túnel de los Gritos

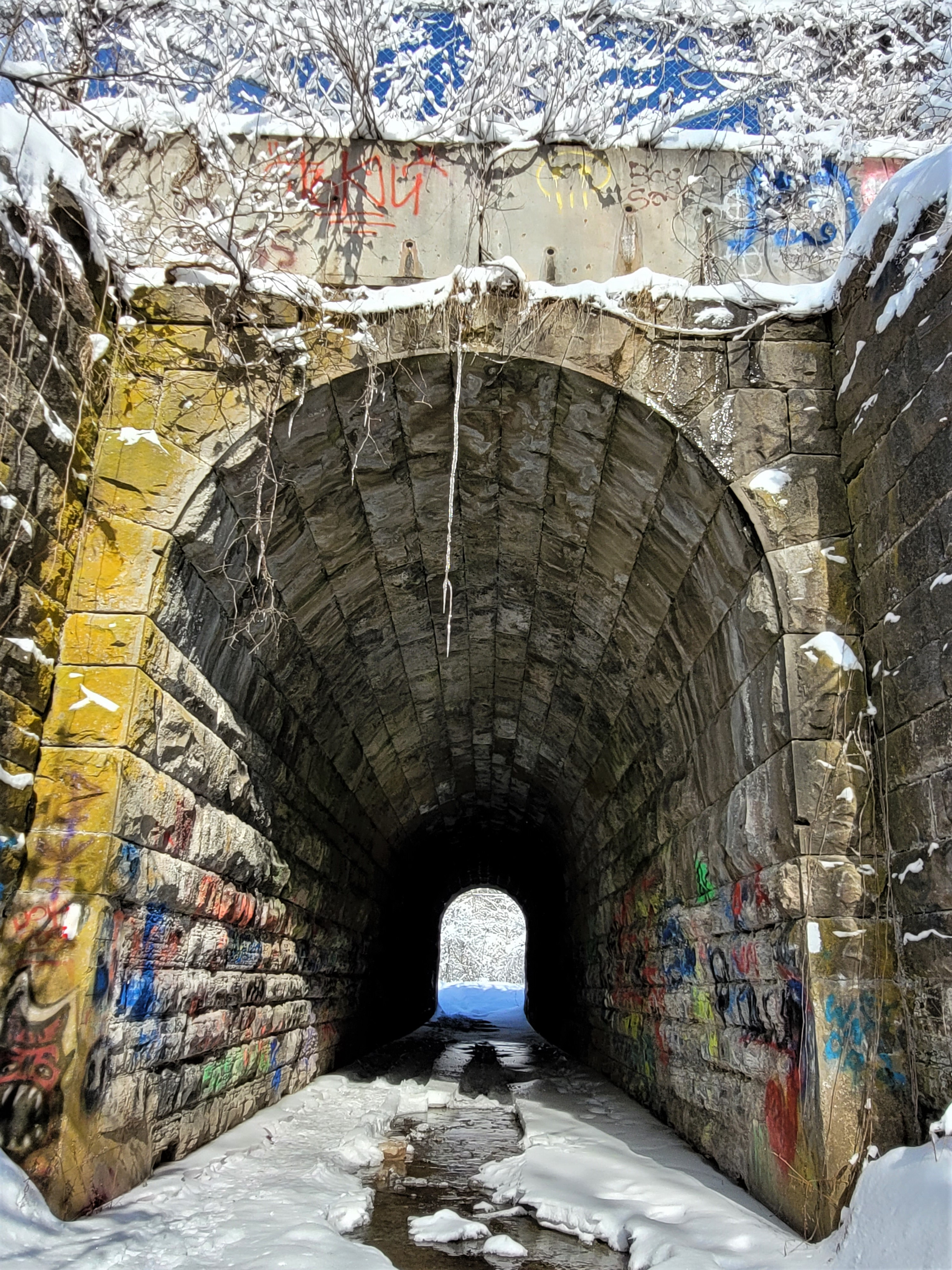
Túnel de los Gritos

El Túnel de los Gritos es un pequeño túnel de piedra caliza, que corre por debajo de lo que alguna vez eran las líneas del Grand Trunk Railway (ahora Canadian National Railway), que se encuentra en la esquina noroeste de Niagara Falls, Ontario, Canadá. La ubicación real de la atracción se encuentra junto a Warner Road. A menudo se piensa que es un túnel ferroviario, aunque en realidad fue construido solo como un túnel de drenaje para que el agua pudiera ser removida de las tierras de cultivo. Esta agua iría debajo del Grand Trunk Railway hasta el valle. Los agricultores utilizaban este túnel para transportar mercancías y animales de forma segura por debajo del ferrocarril.
El túnel, construido a comienzos de 1900, es de 16 pies (4,9 m) de altura y 125 pies (38 m) de largo.
Una leyenda local narra que el túnel está embrujado por el fantasma de una chica joven, que después de escapar de un incendio de una granja cercana con sus ropa en llamas, muriendo dentro de sus muros. Existen diversas variantes de esta leyenda local, una versión cuenta que la chica fue quemada por su enfurecido padre, después que este perdiera la custodia de sus hijos después de un divorcio desagradable. Otro habla que una joven chica es violada en el interior del túnel y después su cuerpo fue quemado para evitar que cualquier tipo de evidencia fuera encontrada. Todas las variantes implican que el encender una cerilla dentro del túnel producirá el sonido de los gritos agonizantes de la joven, este supuesto fenómeno da el origen del nombre al túnel.
El túnel fue utilizado como un set durante el rodaje de la adaptación de 1983 de película de David Cronenberg de la novela de terror de Stephen King, The Dead Zone.
Una película independiente, titulado Limestone Burning utiliza la leyenda como base para la trama, y fue filmada en el túnel y en los alrededores de Niagara Falls, Ontario y Buffalo, Nueva York. La producción se completó a finales del verano de 2012.